# Rencontre européenne de Taizé

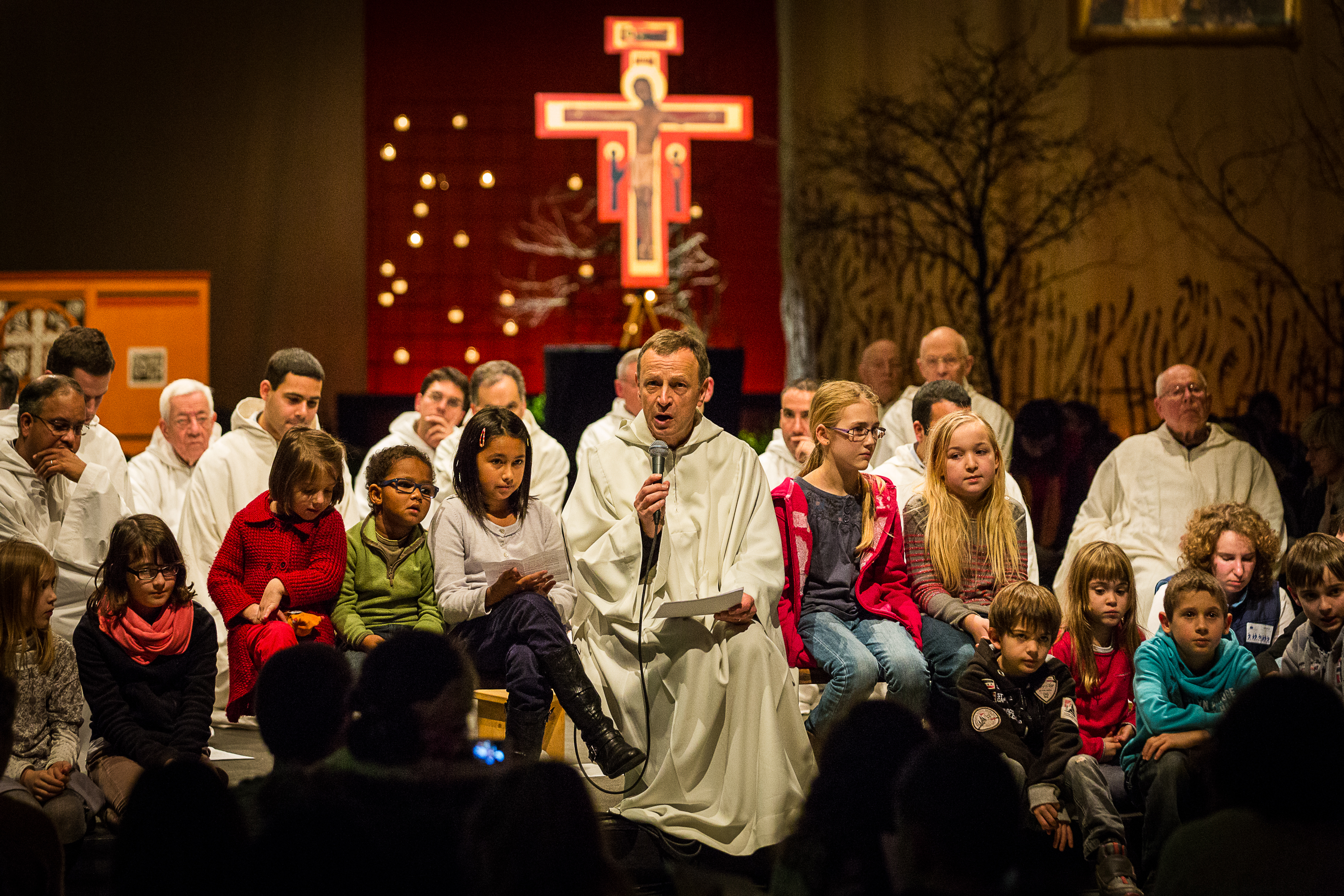
Frère Alois lors des internationales de Taizé à Strasbourg (2013).

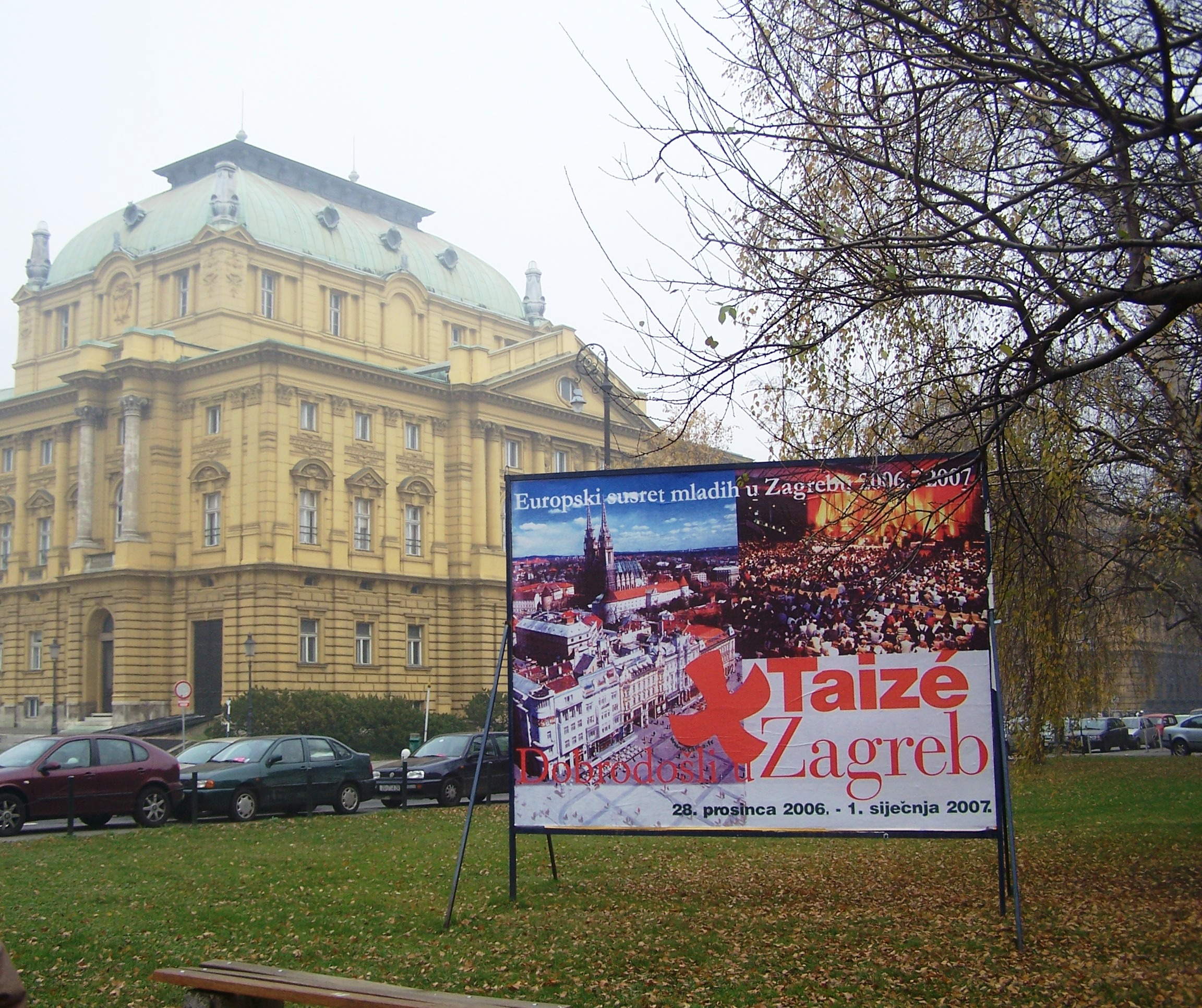
Rencontres à Zagreb en 2006.

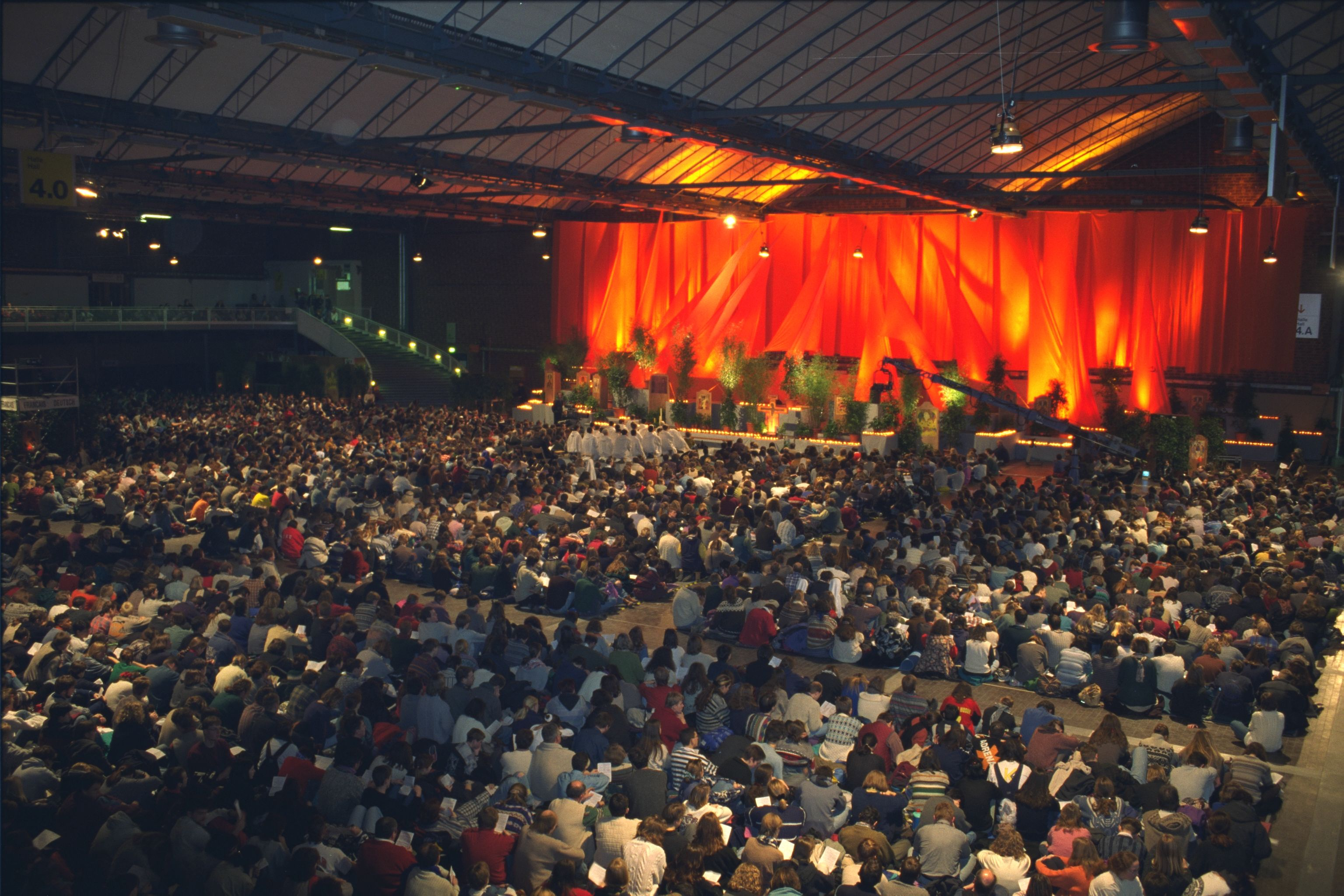
Rencontres à Stuttgart en 1996.

Les rencontres européennes de Taizé sont un événement œcuménique annuel organisé par la Communauté de Taizé. Elles regroupent des jeunes dans une ville d'Europe, différente chaque année, à l'occasion du nouvel an.
Ces rencontres se tiennent à l’invitation des Églises locales, en étroite collaboration avec les autorités civiles de la ville hôte et de la région qui l’entoure. Elles reposent sur l’implication d’un grand nombre d’acteurs et sur l’hospitalité des habitants.
Les rencontres européennes s’inscrivent dans le « pèlerinage de confiance sur la terre », initié à l’origine par frère Roger, le fondateur de la communauté de Taizé, afin de soutenir des jeunes engagés dans une recherche de paix, d’unité et de solidarité. La prière commune y tient une place centrale – que cette prière se déroule dans un grand lieu avec des milliers de participants, ou dans les églises des quartiers et des villages de toute la région d’accueil, avec les communautés locales. Le programme du matin inclut habituellement un temps de partage en petits groupes tandis que l'après-midi sont proposés des ateliers thématiques (solidarité, écologie, culture, spiritualité).
À l’occasion de chacune de ces rencontres, Taizé reçoit des messages de salutation de la part du pape, du patriarche de Constantinople ou de l’archevêque de Canterbury, d’autres responsables d’Églises, mais aussi des responsables politiques comme le secrétaire général des Nations unies ou encore le président de la Commission européenne.

## Historique
À partir de 2005, ce principe a été étendu à moindre échelle en dehors du continent européen par Aloïs Löser.
Avant la chute du mur de Berlin, les frères de Taizé allaient discrètement dans les pays d'Europe de l'Est rencontrer des jeunes, d'où le contact privilégié de Taizé avec l'Europe de l'Est,.
Depuis 1978, Taizé organise pour le Nouvel An des rencontres de cinq jours dans une ville d'Europe sous le nom de Pèlerinage de Confiance sur la Terre. Près de deux millions de jeunes y ont participé depuis 1978.
En 1981 à Londres, les rassemblements de prière ont eu lieu à la cathédrale Saint-Paul, dans l'abbaye de Westminster et la cathédrale de Westminster. Des dizaines de milliers de jeunes y assistent et sont hébergés dans des familles bénévoles ou des paroisses, églises ou centres communautaires. Ces pèlerinages ou rencontres internationales, qui ont préfiguré les JMJ, sont structurés par des bénévoles et les frères de la Communauté de Taizé.
Les rencontres européennes de Taizé ont connu leur apogée dans les années 1990 avec près de 80 000 à 100 000 participants en moyenne.
Depuis les années 2000, un déclin a été amorcé. Entre 15 000 et 20 000 jeunes ont participé aux rencontres de Riga (2016), Bâle (2017) ou Wrocław (2019). À Turin, en 2022, elles n'accueillent plus qu'un millier de jeunes.

## Liste des Rencontres européennes de Taizé
- 1978 :  Paris
- 1979 :  Barcelone
- 1980 :  Rome
- 1981 :  Londres
- 1982 :  Rome
- 1983 :  Paris (25 000 jeunes)[4]
- 1984 :  Cologne
- 1985 :  Barcelone (20 000 jeunes)[5]
- 1986 :  Londres
- 1987 :  Rome (33 000 jeunes)[6]
- 1988 :  Paris (33 000 jeunes)[7]
- 1989 :  Wrocław (50 000 jeunes)[8]
- 1990 :  Prague (80 000 jeunes)
- 1991 :  Budapest (75 000 jeunes)[9]
- 1992 :  Vienne (100 000 jeunes)[10]
- 1993 :  Munich (80 000 jeunes)[11]
- 1994 :  Paris (100 000 jeunes)[12],[13]
- 1995 :  Wrocław (70 000 jeunes)[14]
- 1996 :  Stuttgart (70 000 jeunes)[15]
- 1997 :  Vienne (80 000 jeunes)[16]
- 1998 :  Milan (100 000 jeunes)[17]
- 1999 :  Varsovie (70 000 jeunes)[18]
- 2000 :  Barcelone (80 000 jeunes)[19]
- 2001 :  Budapest (70 000 jeunes)
- 2002 :  Paris (80 000 jeunes)[20]
- 2003 :  Hambourg (55 000 jeunes)
- 2004 :  Lisbonne (50 000 jeunes)[21]
- 2005 :  Milan (50 000 jeunes)
- 2006 :  Zagreb (40 000 jeunes)[22]
- 2007 :  Genève (40 000 jeunes)
- 2008 :  Bruxelles (40 000 jeunes)[23]
- 2009 :  Poznań (30 000 jeunes)
- 2010 :  Rotterdam (30 000 jeunes)
- 2011 :  Berlin (30 000 jeunes)[24]
- 2012 :  Rome (40 000 jeunes)[25]
- 2013 :  Strasbourg (30 000 jeunes)[26]
- 2014 :  Prague (30 000 jeunes)
- 2015 :  Valence (25 000 jeunes)[27]
- 2016 :  Riga (15 000 jeunes)[28]
- 2017 :  Bâle (20 000 jeunes)[29]
- 2018 :  Madrid (15 000 jeunes)
- 2019 :  Wrocław (15 000 jeunes)[30]
- 2020 :  Turin reportée[31], rencontres virtuelles en décembre 2020 à Taizé.
- 2021 :  Turin, rencontres virtuelles en décembre 2021[32].
- juillet 2022 :  Turin (1 000 jeunes)[32].
- décembre 2022 :  Rostock (5 000 jeunes)[33]
- décembre 2023 :  Ljubljana (5 000 jeunes)
- décembre 2024 :  Tallin (3 500 jeunes)
- décembre 2025 :  Paris et Île-de-France